# 台北赤蛙
台北赤蛙又名神蛙、雷公蛙。是台灣珍貴稀有等級的保育類動物。本來牠們是台灣平地常見的蛙類，但由於近來台灣的農藥濫用，導致牠們的數量急遽減少，再加上人類對其棲息地的破壞，令牠們現時只出現在少數的地方，並被列為保育類動物。
分布於孟加拉、柬埔寨、台灣、香港、中國大陸（包括雲南、貴州、福建、廣東、廣西、海南）、老撾、緬甸、泰國東北部、越南，可能出現在澳門和馬來西亞。最近亦紀錄於吉大港。本種亦被列入中華人民共和國國家保護的有益的或者有重要經濟、科學研究價值的陸生野生動物名錄。

## 描述
雄蛙體型通常小於 3 cm（1.2英寸） ，雌蛙則小於 4 cm（1.6英寸）。背部為黃綠色至綠褐色，兩側為淺黃棕色。成對的背外側腺體皺褶呈可見的棕黑色線條。四肢為淺褐色，有深褐色條紋。腹部和頸部有微小的斑點，體側有三條棕黑色條紋。鼓膜及其背後的區域是深黑褐色。

## 棲地
台北赤蛙通常棲息於開闊的草地濕地、稻田、河流氾濫平原、森林池塘及落葉林中的沼澤地區。常可見繁殖於灌木叢遮蔽的水邊。
台北赤蛙可適應人為農業環境，但生存仍受殺蟲劑威脅，有時被視為害蟲。台北赤蛙在台灣列為保育類動物。但整體上，其可見於許多保護區中，並不認為生存受到威脅。

## 外部連結
- 「台北赤蛙」/ETtoday寵物動物新聞 （页面存档备份，存于）